# Ребель (оркестр)
Ребе́ль (REBEL) — нидерландский ансамбль старинной музыки. Назван в честь французского композитора Жана Фери Ребеля.
Ансамбль был создан в 1991 г. и сразу же занял первое место на Пятом международном конкурсе ансамблей старинной музыки имени ван Вассенара в Утрехте. C тех пор ансамбль активно гастролирует и принимает участие в международных фестивалях старинной музыки — таких, как День старинной музыки в Берлине (нем. Tage Alter Musik Berlin), Генделевский фестиваль в Халле (нем. Händel Festspiele), фестивали в Вене, Версале, Штутгарте и др.
Ансамбль записал ряд альбомов на ведущих студиях звукозаписи разных стран, исполняя музыку Йозефа Гайдна, Джузеппе Саммартини, Георга Филиппа Телемана, Луиджи Керубини и других композиторов XVIII века.
В 2000-е годы ансамбль в значительной степени перебазировался в Нью-Йорк, постоянно сотрудничая с хором нью-йоркской Церкви Троицы (англ. Trinity Church). Особенное внимание привлекли в 2001 г. совместное исполнение ансамблем и хором «Реквиема» Моцарта в память о жертвах террористического акта 11 сентября и оратории Генделя «Мессия», полностью транслировавшейся в Интернете.

## Текущий состав ансамбля «Ребель»
- Йорг-Михаэль Шварц (Jörg-Michael Schwarz) — скрипка, виола
- Карен Мария Мармер (Karen Marie Marmer) — скрипка, виола
- Маттиас Мауте (Matthias Maute) — блок-флейта, продольная флейта
- Джон Моран (John Moran) — виолончель
- Донгсок Шин (Dongsok Shin) — клавесин